# Вайтсборо (Оклахома)
Вайтсборо (англ. Whitesboro) — переписна місцевість (CDP) в США, в окрузі Лефлор штату Оклахома. Населення — 172 особи (2020).

## Географія
Вайтсборо розташоване за координатами 34°42′17″ пн. ш. 94°52′25″ зх. д. / 34.70472° пн. ш. 94.87361° зх. д. (34.704700, -94.873497).  За даними Бюро перепису населення США в 2010 році переписна місцевість мала площу 8,57 км², з яких 8,57 км² — суходіл та 0,00 км² — водойми.

## Демографія
Згідно з переписом 2010 року, у переписній місцевості мешкало 250 осіб у 91 домогосподарстві у складі 63 родин. Густота населення становила 29 осіб/км².  Було 106 помешкань (12/км²).
Расовий склад населення:
| - 75,2 % — білих - 22,4 % — корінних американців |

До двох чи більше рас належало 2,4 %. Частка іспаномовних становила 0,0 % від усіх жителів.
За віковим діапазоном населення розподілялося таким чином: 32,0 % — особи молодші 18 років, 54,8 % — особи у віці 18—64 років, 13,2 % — особи у віці 65 років та старші. Медіана віку мешканця становила 32,0 року. На 100 осіб жіночої статі у переписній місцевості припадало 98,4 чоловіків;  на 100 жінок у віці від 18 років та старших — 100,0 чоловіків також старших 18 років.
Середній дохід на одне домашнє господарство  становив 35 368 доларів США (медіана — 31 771), а середній дохід на одну сім'ю — 41 116 доларів (медіана — 35 833). Медіана доходів становила 30 833 долари для чоловіків та 31 500 доларів для жінок. За межею бідності перебувало 10,0 % осіб, у тому числі 5,3 % дітей у віці до 18 років та 6,7 % осіб у віці 65 років та старших.
Цивільне працевлаштоване населення становило 53 особи. Основні галузі зайнятості: освіта, охорона здоров'я та соціальна допомога — 56,6 %, сільське господарство, лісництво, риболовля — 15,1 %, роздрібна торгівля — 5,7 %, інформація — 5,7 %.